# ميخائيل برادي
ميخائيل برادي (بالإنجليزية: Michael Brady)‏ (7 يوليو 1964 بكوفنتري في المملكة المتحدة - ) هو مدرب كرة قدم ولاعب كرة قدم أمريكي في مركز الوسط. شارك مع منتخب الولايات المتحدة لكرة القدم. أما مع النوادي، فقد لعب مع Washington Diplomats (1988–1990) ‏ وتامبا باي راوديز وLos Angeles Heat ‏ وCape Cod Crusaders ‏ وMaryland Bays ‏ وبالتيمور بلاست ‏ وBaltimore Blast ‏ وClub España ‏ وPenn-Jersey Spirit ‏.

## وصلات خارجية
- ميخائيل برادي على موقع قاعدة بيانات كرة القدم.إي يو (الإنجليزية)